# Grand Prix Formule 1 van Duitsland 2001
De Grand Prix Formule 1 van Duitsland 2001 werd gehouden op 29 juli 2001 op de Hockenheimring in Hockenheim.

## Uitslag
| Positie | Nummer | Rijder               | Team               | Ronden | Tijd/Opgave     | Startplaats | Punten |
| ------- | ------ | -------------------- | ------------------ | ------ | --------------- | ----------- | ------ |
| 1       | 5      | Ralf Schumacher      | Williams-BMW       | 45     | 1:18:17.873     | 2           | 10     |
| 2       | 2      | Rubens Barrichello   | Scuderia Ferrari   | 45     | +46.117         | 6           | 6      |
| 3       | 10     | Jacques Villeneuve   | BAR-Honda          | 45     | +1:02.806       | 12          | 4      |
| 4       | 7      | Giancarlo Fisichella | Benetton Formula   | 45     | +1:03.477       | 17          | 3      |
| 5       | 8      | Jenson Button        | Benetton Formula   | 45     | +1:05.454       | 18          | 2      |
| 6       | 22     | Jean Alesi           | Prost Grand Prix   | 45     | +1:05.950       | 14          | 1      |
| 7       | 9      | Olivier Panis        | BAR-Honda          | 45     | +1:17.527       | 13          |        |
| 8       | 15     | Enrique Bernoldi     | Arrows - Asiatech  | 44     | +1 Ronde        | 19          |        |
| 9       | 14     | Jos Verstappen       | Arrows - Asiatech  | 44     | +1 Ronde        | 20          |        |
| 10      | 21     | Fernando Alonso      | Minardi            | 44     | +1 Ronde        | 21          |        |
| DNF     | 12     | Jarno Trulli         | Jordan-Honda       | 34     | Hydrauliek      | 10          |        |
| DNF     | 4      | David Coulthard      | McLaren - Mercedes | 27     | Motor           | 5           |        |
| DNF     | 20     | Tarso Marques        | Minardi            | 26     | Versnellingsbak | 22          |        |
| DNF     | 6      | Juan Pablo Montoya   | Williams-BMW       | 24     | Motor           | 1           |        |
| DNF     | 1      | Michael Schumacher   | Scuderia Ferrari   | 23     | Benzinedruk     | 4           |        |
| DNF     | 23     | Luciano Burti        | Prost Grand Prix   | 23     | Gespind         | 16          |        |
| DNF     | 17     | Kimi Räikkönen       | Sauber - Petronas  | 16     | Assen           | 8           |        |
| DNF     | 18     | Eddie Irvine         | Jaguar Racing      | 16     | Benzinedruk     | 11          |        |
| DNF     | 3      | Mika Häkkinen        | McLaren - Mercedes | 13     | Motor           | 3           |        |
| DNF     | 11     | Ricardo Zonta        | Jordan-Honda       | 7      | Botsing         | 15          |        |
| DNF     | 16     | Nick Heidfeld        | Sauber - Petronas  | 0      | Botsing         | 7           |        |
| DNF     | 19     | Pedro de la Rosa     | Jaguar Racing      | 0      | Botsing         | 9           |        |

## Wetenswaardigheden
- Laatste podium: Jacques Villeneuve.
- Laatste punt: Prost.
- Eerste en laatste seizoenspunten: Jenson Button.
- De race was gestopt in de eerste ronde, omdat de Prost van Luciano Burti de slecht gestarte Ferrari van Michael Schumacher raakte. De race werd herstart over de originele afstand.
- Het hele Minardi-team startte in de pitstraat. Na de rode vlag startten zij van hun originele gridposities.
- Luciano Burti werd enkele meters de lucht in gelanceerd na de crash met slecht gestarte Michael Schumacher. Hij werd niet gewond en stond aan de herstart, maar spinde na 23 ronden.
- Heinz-Harald Frentzen werd deze race op non-actief gezet door zijn team Jordan. Ricardo Zonta verving hem.
- Dit was de laatste uitvalbeurt van Michael Schumacher door een technische fout tot de Grand Prix van Bahrein 2005.
- Het was de laatste keer dat beide Benetton-coureurs in de punten finishten.
- Dit was de laatste Formule 1 Grand Prix op de oude Hockenheimring.
- Dit was de laatste race van Jean Alesi voor het Prost-team. Hij ging vanaf de volgende race Heinz-Harald Frentzen vervangen bij Jordan.

## Statistieken
| Snelste ronde | Juan Pablo Montoya | Williams-BMW | 1:41.808 |

## Noot
- Dit was de eerste pole position voor Juan Pablo Montoya en voor een Colombiaanse coureur.
- Raceleiders: Juan Pablo Montoya (1-22) en Ralf Schumacher (23-45).[1]

1931 · 1932 · 1934 · 1935 · 1936 · 1937 · 1938 · 1939 · 1951 · 1952 · 1953 · 1954 · 1956 · 1957 · 1958 · 1959 · 1961 · 1962 · 1963 · 1964 · 1965 · 1966 · 1967 · 1968 · 1969 · 1970 · 1971 · 1972 · 1973 · 1974 · 1975 · 1976 · 1977 · 1978 · 1979 · 1980 · 1981 · 1982 · 1983 · 1984 · 1985 · 1986 · 1987 · 1988 · 1989 · 1990 · 1991 · 1992 · 1993 · 1994 · 1995 · 1996 · 1997 · 1998 · 1999 · 2000 · 2001 · 2002 · 2003 · 2004 · 2005 · 2006 · 2008 · 2009 · 2010 · 2011 · 2012 · 2013 · 2014 · 2016 · 2018 · 2019